# Vahap Şanal

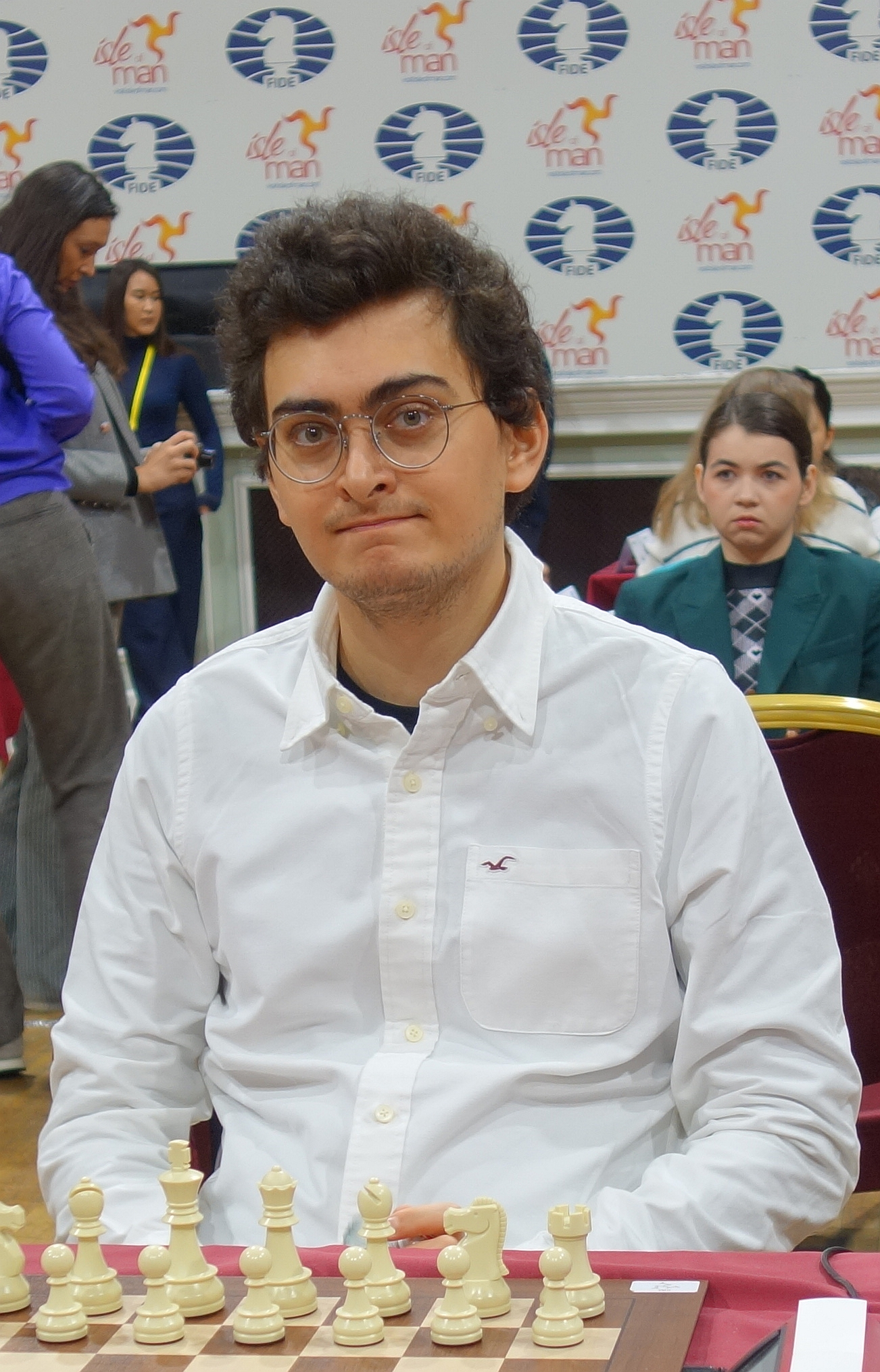
Vahap Şanal (2023)

Vahap Şanal (* 26. Mai 1998 in Izmir) ist ein türkischer Schachspieler.
Die türkische Einzelmeisterschaft konnte er zweimal gewinnen: 2019 und 2020. Er spielte bei zwei Schacholympiaden: 2012 (für die 2. Mannschaft) und 2018. Außerdem nahm er 2017 in Chanty-Mansijsk an der Mannschaftsweltmeisterschaft und zweimal an der Europäischen Mannschaftsmeisterschaft (2011 und 2017) teil.
Im Jahre 2012 wurde ihm der Titel Internationaler Meister (IM) verliehen. Der Großmeister-Titel (GM) wurde ihm 2016 verliehen. Seine höchste Elo-Zahl war 2581 im März 2020.
| Hier fehlt eine Grafik, die leider im Moment aus technischen Gründen nicht angezeigt werden kann. Wir arbeiten daran! |